# Вансбро, Генри
Генри Вансбро (англ. Henry Wansbrough, в миру Джозеф Вансбро; род. 9 октября 1934, Лондон, Великобритания) — британский католический священник, монах-бенедиктинец из аббатства Амплфорт, выдающийся библеист и переводчик. Он является главным редактором ‘‘Новой Иерусалимской Библии’’ (1985) и ‘‘Пересмотренной Новой Иерусалимской Библии’’ (2019), а также автором более 20 книг и многочисленных научных статей. С 1990 по 2004 год занимал должность магистра в колледже Святого Бенета в Оксфорде .

## Биография
Родился 9 октября 1934 года в Лондоне. Образование получил в Оксфордском университете и Университете Фрибурга. В 1964 году был рукоположен в католические священники. С 1990 по 2004 год занимал должность настоятеля колледжа Святого Бенета, бенедиктинского постоянного частного колледжа Оксфордского университета. С 2004 года является приором кафедрального собора в Норидже. Также с 2001 года занимает пост Magister Scholarum в Английской бенедиктинской конгрегации.

## Научная деятельность
С 1990 года — почётный член факультета теологии Оксфордского университета. Занимает должность профессора библейских исследований имени Александра Джонса в Ливерпульском университете Хоуп. С 1997 по 2007 год был членом Папской библейской комиссии. С 1996 года возглавляет попечительский совет Католической библейской ассоциации.
Во время учёбы в Оксфорде сдавал экзамены у писателя К. С. Льюиса. Выступал за принятие протестантских учёных в католических библейских кругах, добившись удаления звёздочек, отмечавших протестантских авторов, во втором издании ‘‘Catholic Commentary on Holy Scripture’’.

## Переводы и публикации
Генри Вансбро был главным редактором ‘‘Новой Иерусалимской Библии’’ (1985), которая стала переработкой ‘‘Иерусалимской Библии’’ (1966), основанной на французской ‘‘Bible de Jérusalem’’. В 2019 году под его редакцией вышла ‘‘Пересмотренная Новая Иерусалимская Библия’’ (RNJB), отличающаяся точным переводом оригинальных текстов, использованием инклюзивного языка и современными научными комментариями. 
Он является автором более 20 книг, около 60 статей, примерно 90 рецензий на книги, издания Синоптических Евангелий с учебным пособием для студентов уровня A-Level и более 50 электронных буклетов, эссе и лекций.

## Образовательные и пастырские проекты
Является основателем и ведущим проекта ‘‘Wednesday Word’’, некоммерческой благотворительной инициативы, базирующейся в католической церкви Святого Остина в Уэйкфилде, Западный Йоркшир. Проект направлен на распространение воскресного Евангелия среди семей через начальные школы и укрепление партнёрства между домом, школой и приходом.
В настоящее время проживает в аббатстве Амплфорт, преподаёт религиоведение в колледже Амплфорт и служит капелланом в общежитии Святого Освальда.